# Lakshmipura, Bellary
Lakshmipura là một làng thuộc tehsil Bellary, huyện Bellary, bang Karnataka, Ấn Độ.